# Фарнезены
Фарнезены — группа из шести органических веществ, относящихся к классу сесквитерпеновых углеводородов. α-Фарнезен (3,7,11-триметил-1,3,6,10-додекатетраен) и β-фарнезен (7,11-диметил-3-метилен-1,6,10-додекатетраен) отличаются положением одной двойной связи.

## Свойства
(E, E)-α-Фарнезен содержится в кожуре яблока, придавая запах зелёного яблока, и некоторых других фруктах. (Z, E)-α-Фарнезен содержится в ряде эфирных масел — апельсиновое, розовое, иланг-иланговое.
Альфа форма может существовать в виде четырех стереоизомеров двух внутренних двойных связей:
| (E, E)-α-фарнезен | (Z, E)-α-фарнезен | (E, Z)-α-фарнезен | (Z, Z)-α-фарнезен |
|                   |                   |                   |                   |

Бета форма может существовать в виде двух стереоизомеров центральной двойной связи:
| (E)-β-фарнезен | (Z)-β-фарнезен |
|                |                |

## Нахождение в природе
В небольших количествах содержится в некоторых эфирных маслах, часто вместе с анетолом. 

## Получение
Может быть получен дегидратацией неролидола с различными кислыми катализаторами:
|                                  | катализаторы |
| {\displaystyle \longrightarrow } |              |
|                                  |              |

## Применение
Применяют как компонент парфюмерных композиций и различных отдушках бытовой химии.